# Алесија (Салерно)
Алесија (итал. Alessia) је насеље у Италији у округу Салерно, региону Кампанија.
Према процени из 2011. у насељу је живело 365 становника. Насеље се налази на надморској висини од 239 м.